# 伊万哥罗德
伊万哥罗德（羅馬化：Ivangorod）是俄罗斯列宁格勒州的一个城镇，位于圣彼得堡以西159千米，座落纳尔瓦河右岸俄罗斯与爱沙尼亚的边境处，与爱沙尼亚城市纳尔瓦隔河相望。伊万哥罗德2002年人口11,206人，以伊万哥罗德堡垒闻名。伊万哥罗德是一个主要的边境城镇，塔林至圣彼得堡的铁路有在该城设站。
伊万哥罗德堡垒在1492年莫斯科大公伊凡三世统治期间建成，堡垒以他的名字命名。它分别在1581年至1590年及1612年至1704年两段时期被瑞典人控制。从1649年到1945年，它属于纳尔瓦的一部分。俄罗斯帝国灭亡后，新独立的爱沙尼亚共和国在1919年1月获得对纳尔瓦全市的控制权，包括伊万哥罗德，随后在1920年签订的《塔尔图条约》获苏俄承认。1944年二战期间，苏联重新占领爱沙尼亚，当局于1945年1月把伊万哥罗德在行政上从纳尔瓦分拆出，划归俄罗斯列宁格勒州管辖，伊万哥罗德在1954年获得城镇的地位。
爱沙尼亚在1991年独立后，俄罗斯认为《塔尔图条约》中定明的边界已被苏联重新划分的政区边界所取代，于是伊万哥罗德继续作为俄罗斯的一部分。因为俄爱两国关系紧张，新的边界协议仍未实施。

## 友好城市
- 爱沙尼亚纳尔瓦